# Изложба „Људи” (1951)
Изложба „Људи” Милана Коњовића се одржала у периоду од 18. марта до 1. априла 1951. године у Уметничком павиљону „Цвијета Зузорић”.

## Изложена дела
1. „Шињорина Деша” 1933.
2. „Професор Дида” 1934.
3. „Полуакт” 1935.
4. „Замишљена” 1935.
5. „Летње поподне” 1935.
6. „Рибар из Цавтата” 1936.
7. „Министрант” 1936.
8. „Ема са Верочком” 1936.
9. „Сејач” 1938.
10. „У заробљеништву” 1941.
11. „Жртве године 1941”
12. „Фашисти стрељају” 1942.
13. „Чика Милчика” 1942.
14. „Баба Манда” 1942.
15. „Ђура Копоршош” 1943.
16. „Аурел натарош” 1943.
17. „У башти” 1943.
18. „Просјаци на гробљу” 1943.
19. „Другарица Боса” 1943.
20. „Лалиша партиски радник” 1943.
21. „Тана илегалац” 1944.
22. „Јова Шарварац” 1944.
23. „Рањени свињар” 1944.
24. „Креолка” 1944.
25. „Ћира” 1944.
26. „Дечаци” 1944.
27. „Аутопортре” 1944.
28. „Блажа рибар” 1945.
29. „Ђура Воштар, џамбас” 1945.
30. „Луди Јошка” 1945.
31. „Убоги Ловра” 1945.
32. „Шваба” 1945.
33. „У бирцузу” 1945.
34. „Глумац Вики” 1946.
35. „Попови” 1946.
36. „Кочијаши” 1946.
37. „Професори” 1946.
38. „У ложи” 1946.
39. „У Касини” 1946.
40. „Студенткиње” 1946.
41. „Бадње вече” 1947.
42. „Кафански мудраци” 1948.
43. „Црне тице” 1948.
44. „Транспортни радник” 1948.
45. „Мој пријатељ К. С.” 1948.
46. „Старац” 1948.
47. „Фрагмент композиције” 1948.
48. „Старица у кујни” 1949.
49. „Млади свињар” 1949.
50. „Грабљање сена” 1949.
51. „Сешка круни” 1949.
52. „Стари ковач дрема” 1949.
53. „Вршидба” 1949.